# Escales (Aude)
Pour les articles homonymes, voir Escale (homonymie).
Pour les articles ayant des titres homophones, voir Escale et Escalles.
Escales  est une commune française située dans le nord du département de l'Aude, en région Occitanie.
Sur le plan historique et culturel, la commune fait partie du Minervois, un pays de basses collines qui s'étend du Cabardès, à l'ouest, au Biterrois à l'est, et de la Montagne Noire, au nord, jusqu'au fleuve Aude au sud. Exposée à un climat méditerranéen, elle est drainée par divers petits cours d'eau. La commune possède un patrimoine naturel remarquable composé d'une zone naturelle d'intérêt écologique, faunistique et floristique.
Escales est une commune rurale qui compte 497 habitants en 2022, après avoir connu une forte hausse de la population depuis 1975. Elle fait partie de l'aire d'attraction de Narbonne. Ses habitants sont appelés les Escalois et Escaloises.
Le patrimoine architectural de la commune comprend deux  immeubles protégés au titre des monuments historiques : l'église Saint-Martin d'Escales, classée en 1913, et la Tour romane, inscrite en 1942.

## Géographie

### Localisation
Escales est une commune située dans les Corbières à 6 km au nord-ouest de Lézignan-Corbières.

### Communes limitrophes
|                        | Tourouzelle        |                    |
| Castelnau-d'Aude       | Escales            | Lézignan-Corbières |
| Montbrun-des-Corbières | Conilhac-Corbières |                    |

### Géologie et relief
Escales se situe en zone de sismicité 2 (sismicité faible).

### Hydrographie
La commune est dans la région hydrographique « Côtiers méditerranéens », au sein du bassin hydrographique Rhône-Méditerranée-Corse. Elle est drainée par le ruisseau de Breil, le ruisseau de Caux, le ruisseau de Montourens, le ruisseau des Teuleries, le ruisseau du Merle et le ruisseau du Salenc, qui constituent un réseau hydrographique de 10 km de longueur totale,.

### Climat
Pour des articles plus généraux, voir Climat de l'Occitanie et Climat de l'Aude.
En 2010, le climat de la commune est de type climat méditerranéen franc, selon une étude s'appuyant sur une série de données couvrant la période 1971-2000. En 2020, Météo-France publie une typologie des climats de la France métropolitaine dans laquelle la commune est exposée à un climat méditerranéen et est dans la région climatique Provence, Languedoc-Roussillon, caractérisée par une pluviométrie faible en été, un très bon ensoleillement (2 600 h/an), un été chaud (21,5 °C), un air très sec en été, sec en toutes saisons, des vents forts (fréquence de 40 à 50 % de vents > 5 m/s) et peu de brouillards.
Pour la période 1971-2000, la température annuelle moyenne est de 14,7 °C, avec une amplitude thermique annuelle de 16,1 °C. Le cumul annuel moyen de précipitations est de 604 mm, avec 6,8 jours de précipitations en janvier et 3 jours en juillet. Pour la période 1991-2020, la température moyenne annuelle observée sur la station météorologique la plus proche, située sur la commune de Lézignan-Corbières à 6 km à vol d'oiseau, est de 15,2 °C et le cumul annuel moyen de précipitations est de 678,7 mm,. Pour l'avenir, les paramètres climatiques de la commune estimés pour 2050 selon différents scénarios d'émission de gaz à effet de serre sont consultables sur un site dédié publié par Météo-France en novembre 2022.

### Milieux naturels et biodiversité

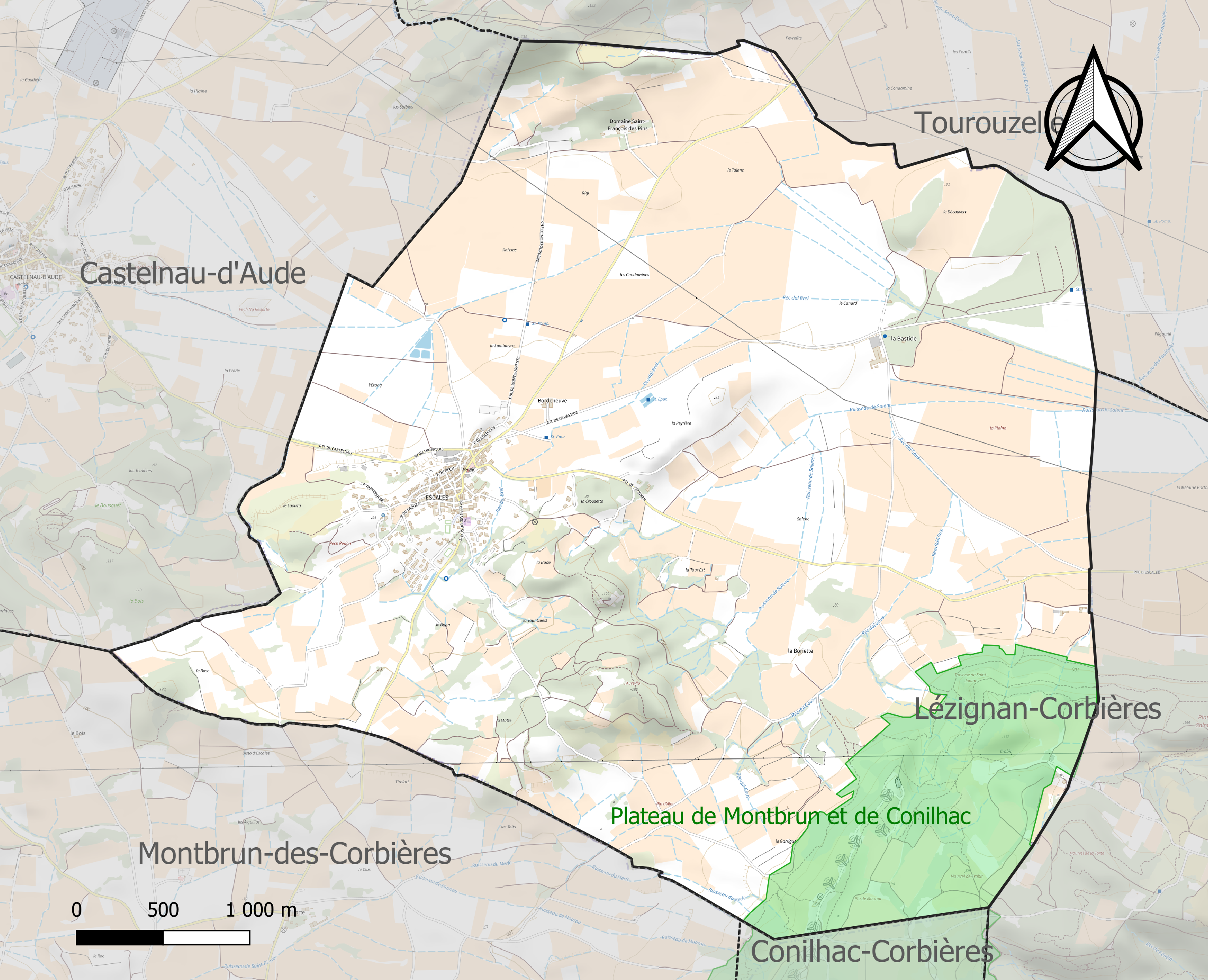
Carte de la ZNIEFF de type 1 localisée sur la commune.

L’inventaire des zones naturelles d'intérêt écologique, faunistique et floristique (ZNIEFF) a pour objectif de réaliser une couverture des zones les plus intéressantes sur le plan écologique, essentiellement dans la perspective d’améliorer la connaissance du patrimoine naturel national et de fournir aux différents décideurs un outil d’aide à la prise en compte de l’environnement dans l’aménagement du territoire.
Une ZNIEFF de type 1 est recensée sur la commune :le « plateau de Montbrun et de Conilhac » (719 ha), couvrant 6 communes du département.

## Urbanisme

### Typologie
Au 1er janvier 2024, Escales est catégorisée commune rurale à habitat dispersé, selon la nouvelle grille communale de densité à 7 niveaux définie par l'Insee en 2022.
Elle est située hors unité urbaine. Par ailleurs la commune fait partie de l'aire d'attraction de Narbonne, dont elle est une commune de la couronne,. Cette aire, qui regroupe 71 communes, est catégorisée dans les aires de 50 000 à moins de 200 000 habitants,.

### Occupation des sols
L'occupation des sols de la commune, telle qu'elle ressort de la base de données européenne d’occupation biophysique des sols Corine Land Cover (CLC), est marquée par l'importance des territoires agricoles (87,6 % en 2018), en diminution par rapport à 1990 (90,8 %). La répartition détaillée en 2018 est la suivante : cultures permanentes (63,5 %), zones agricoles hétérogènes (19 %), milieux à végétation arbustive et/ou herbacée (5,6 %), terres arables (5,2 %), forêts (3,6 %), zones urbanisées (3,1 %). L'évolution de l’occupation des sols de la commune et de ses infrastructures peut être observée sur les différentes représentations cartographiques du territoire : la carte de Cassini (XVIIIe siècle), la carte d'état-major (1820-1866) et les cartes ou photos aériennes de l'IGN pour la période actuelle (1950 à aujourd'hui).

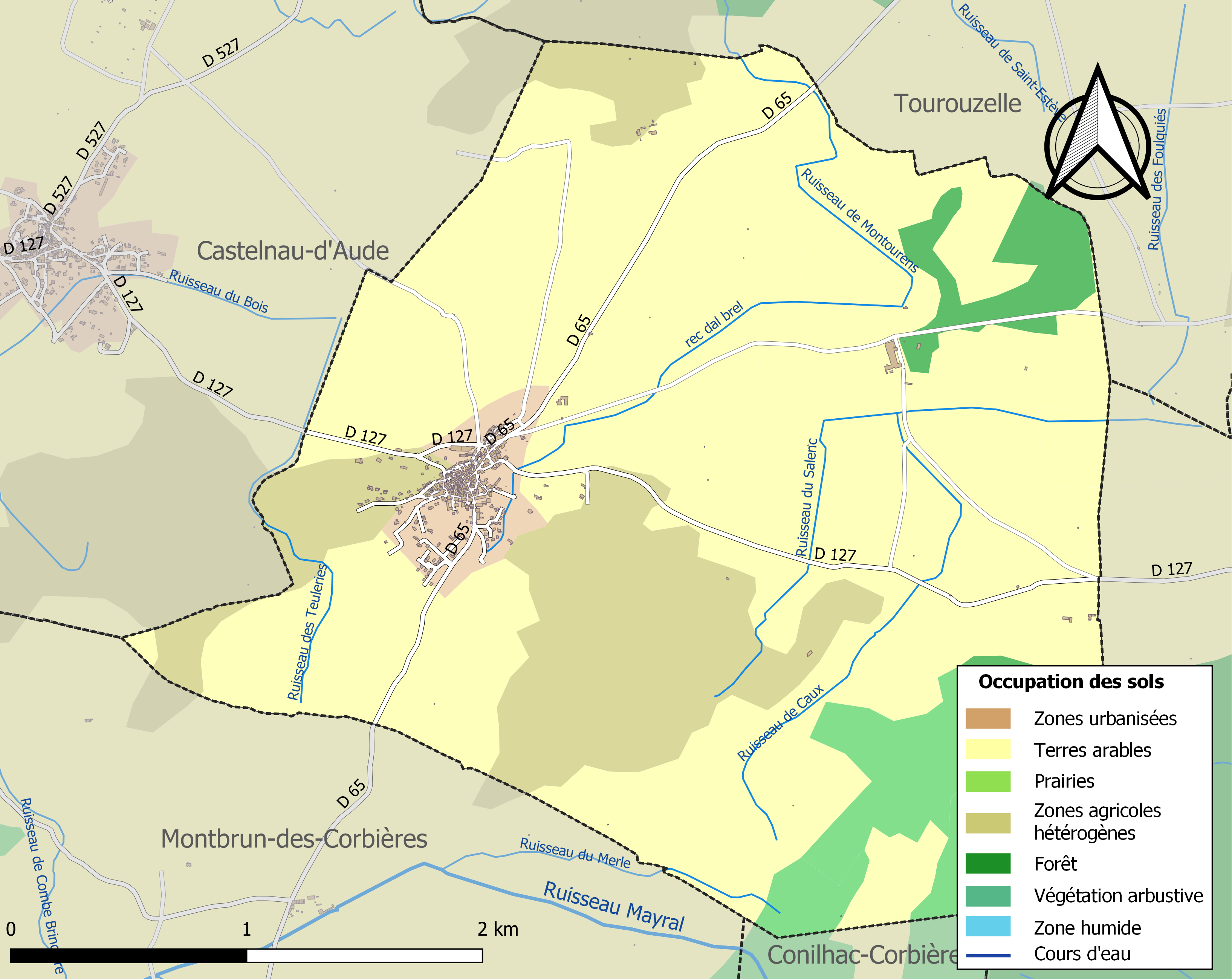
Carte des infrastructures et de l'occupation des sols de la commune en 2018 (CLC).

### Risques majeurs
Le territoire de la commune d'Escales est vulnérable à différents aléas naturels : météorologiques (tempête, orage, neige, grand froid, canicule ou sécheresse), feux de forêts et séisme (sismicité faible). Un site publié par le BRGM permet d'évaluer simplement et rapidement les risques d'un bien localisé soit par son adresse soit par le numéro de sa parcelle.

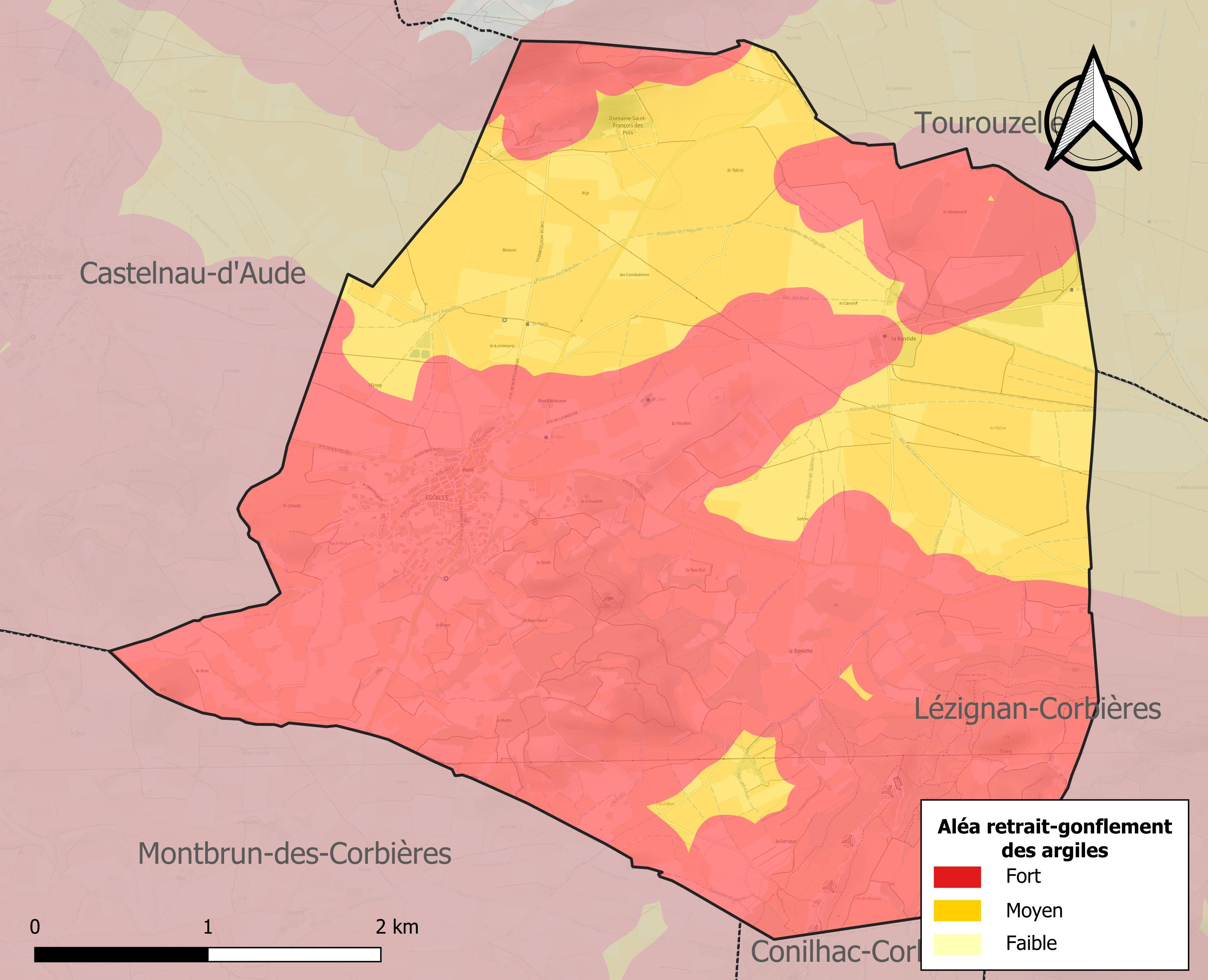
Carte des zones d'aléa retrait-gonflement des sols argileux d'Escales.

Le retrait-gonflement des sols argileux est susceptible d'engendrer des dommages importants aux bâtiments en cas d’alternance de périodes de sécheresse et de pluie. La totalité de la commune est en aléa moyen ou fort (75,2 % au niveau départemental et 48,5 % au niveau national). Sur les 285 bâtiments dénombrés sur la commune en 2019, 285 sont en aléa moyen ou fort, soit 100 %, à comparer aux 94 % au niveau départemental et 54 % au niveau national. Une cartographie de l'exposition du territoire national au retrait gonflement des sols argileux est disponible sur le site du BRGM,.

## Politique et administration

### Découpage territorial
La commune d'Escales est membre de la communauté de communes de la Région Lézignanaise, Corbières et Minervois, un établissement public de coopération intercommunale (EPCI) à fiscalité propre créé le 20 décembre 2012 dont le siège est à Lézignan-Corbières. Ce dernier est par ailleurs membre d'autres groupements intercommunaux.
Sur le plan administratif, elle est rattachée à l'arrondissement de Narbonne, au département de l'Aude, en tant que circonscription administrative de l'État, et à la région Occitanie.
Sur le plan électoral, elle dépend du canton du Lézignanais pour l'élection des conseillers départementaux, depuis le redécoupage cantonal de 2014 entré en vigueur en 2015, et de la première circonscription de l'Aude  pour les élections législatives, depuis le redécoupage électoral de 2010.

### Liste des maires
| Période                                  | Période  | Identité       | Étiquette | Qualité |
| ---------------------------------------- | -------- | -------------- | --------- | ------- |
| avant 1988                               | ?        | Marcel Andrieu |           |         |
| mars 2001                                | En cours | Henry Schenato |           |         |
| Les données manquantes sont à compléter. |          |                |           |         |

## Démographie
L'évolution du nombre d'habitants est connue à travers les recensements de la population effectués dans la commune depuis 1793. Pour les communes de moins de 10 000 habitants, une enquête de recensement portant sur toute la population est réalisée tous les cinq ans, les populations de référence des années intermédiaires étant quant à elles estimées par interpolation ou extrapolation. Pour la commune, le premier recensement exhaustif entrant dans le cadre du nouveau dispositif a été réalisé en 2008.

En 2022, la commune comptait 497 habitants, en évolution de +8,75 % par rapport à 2016 (Aude : +2,65 %, France hors Mayotte : +2,11 %).
| 1793 | 1800 | 1806 | 1821 | 1831 | 1836 | 1841 | 1846 | 1851 |
| ---- | ---- | ---- | ---- | ---- | ---- | ---- | ---- | ---- |
| 271  | 309  | 326  | 329  | 356  | 340  | 356  | 363  | 359  |

| 1856 | 1861 | 1866 | 1872 | 1876 | 1881 | 1886 | 1891 | 1896 |
| ---- | ---- | ---- | ---- | ---- | ---- | ---- | ---- | ---- |
| 365  | 368  | 426  | 390  | 543  | 665  | 651  | 620  | 606  |

| 1901 | 1906 | 1911 | 1921 | 1926 | 1931 | 1936 | 1946 | 1954 |
| ---- | ---- | ---- | ---- | ---- | ---- | ---- | ---- | ---- |
| 715  | 705  | 712  | 720  | 691  | 681  | 646  | 523  | 466  |

| 1962 | 1968 | 1975 | 1982 | 1990 | 1999 | 2006 | 2008 | 2013 |
| ---- | ---- | ---- | ---- | ---- | ---- | ---- | ---- | ---- |
| 450  | 410  | 317  | 275  | 316  | 336  | 355  | 360  | 431  |

| 2018 | 2022 | - | - | - | - | - | - | - |
| ---- | ---- | - | - | - | - | - | - | - |
| 473  | 497  | - | - | - | - | - | - | - |

## Économie

### Revenus
En 2018  (données Insee publiées en septembre 2021), la commune compte 203 ménages fiscaux, regroupant 446 personnes. La médiane du revenu disponible par unité de consommation est de 18 200 € (19 240 € dans le département).

### Emploi
| Division       | 2008   | 2013   | 2018   |
| -------------- | ------ | ------ | ------ |
| Commune        | 10,5 % | 15,8 % | 16,5 % |
| Département    | 10,2 % | 12,8 % | 12,6 % |
| France entière | 8,3 %  | 10 %   | 10 %   |

En 2018, la population âgée de 15 à 64 ans s'élève à 291 personnes, parmi lesquelles on compte 76,3 % d'actifs (59,8 % ayant un emploi et 16,5 % de chômeurs) et 23,7 % d'inactifs,. Depuis 2008, le taux de chômage communal (au sens du recensement) des 15-64 ans est supérieur à celui de la France et du département.
La commune fait partie de la couronne de l'aire d'attraction de Narbonne, du fait qu'au moins 15 % des actifs travaillent dans le pôle,. Elle compte 59 emplois en 2018, contre 93 en 2013 et 89 en 2008. Le nombre d'actifs ayant un emploi résidant dans la commune est de 175, soit un indicateur de concentration d'emploi de 34 % et un taux d'activité parmi les 15 ans ou plus de 55,6 %.
Sur ces 175 actifs de 15 ans ou plus ayant un emploi, 36 travaillent dans la commune, soit 21 % des habitants. Pour se rendre au travail, 90,9 % des habitants utilisent un véhicule personnel ou de fonction à quatre roues, 1,1 % les transports en commun, 5,1 % s'y rendent en deux-roues, à vélo ou à pied et 2,9 % n'ont pas besoin de transport (travail au domicile).

### Activités hors agriculture

#### Secteurs d'activités
32 établissements sont implantés  à Escales au 31 décembre 2019. Le tableau ci-dessous en détaille le nombre par secteur d'activité et compare les ratios avec ceux du département,.
| Secteur d'activité                                                                                        | Commune | Commune | Département |
| Secteur d'activité                                                                                        | Nombre  | %       | %           |
| --- | ------- | ------- | ----------- |
| Ensemble                                                                                                  | 32      |         |             |
| Industrie manufacturière, industries extractives et autres                                                | 5       | 15,6 %  | (8,8 %)     |
| Construction                                                                                              | 9       | 28,1 %  | (14 %)      |
| Commerce de gros et de détail, transports, hébergement et restauration                                    | 6       | 18,8 %  | (32,3 %)    |
| Activités financières et d'assurance                                                                      | 1       | 3,1 %   | (2,7 %)     |
| Activités immobilières                                                                                    | 2       | 6,3 %   | (5,2 %)     |
| Activités spécialisées, scientifiques et techniques et activités de services administratifs et de soutien | 1       | 3,1 %   | (13,3 %)    |
| Administration publique, enseignement, santé humaine et action sociale                                    | 4       | 12,5 %  | (13,2 %)    |
| Autres activités de services                                                                              | 4       | 12,5 %  | (8,8 %)     |

Le secteur de la construction est prépondérant sur la commune puisqu'il représente 28,1 % du nombre total d'établissements de la commune (9 sur les 32 entreprises implantées  à Escales), contre 14 % au niveau départemental.

#### Entreprises
L'entreprise ayant son siège social sur le territoire communal qui génère le plus de chiffre d'affaires en 2020 est : 
- Cypres Du Sud, commerce de gros (commerce interentreprises) de boissons (170 k€)

### Agriculture
La commune fait partie de la petite région agricole dénommée « Région viticole ». En 2010, l'orientation technico-économique de l'agriculture  sur la commune est la viticulture (appellation et autre).
|                                   | 1988 | 2000 | 2010 |
| --------------------------------- | ---- | ---- | ---- |
| Exploitations                     | 63   | 46   | 30   |
| Superficie agricole utilisée (ha) | 811  | 843  | 723  |

Le nombre d'exploitations agricoles en activité et ayant leur siège dans la commune est passé de 63 lors du recensement agricole de 1988 à 46 en 2000 puis à 30 en 2010, soit une baisse de 52 % en 22 ans. Le même mouvement est observé à l'échelle du département qui a perdu pendant cette période 52 % de ses exploitations. La surface agricole utilisée sur la commune a également diminué, passant de 811 ha en 1988 à 723 ha en 2010. Parallèlement la surface agricole utilisée moyenne par exploitation a augmenté, passant de 13 à 24 ha.

## Culture locale et patrimoine

### Lieux et monuments

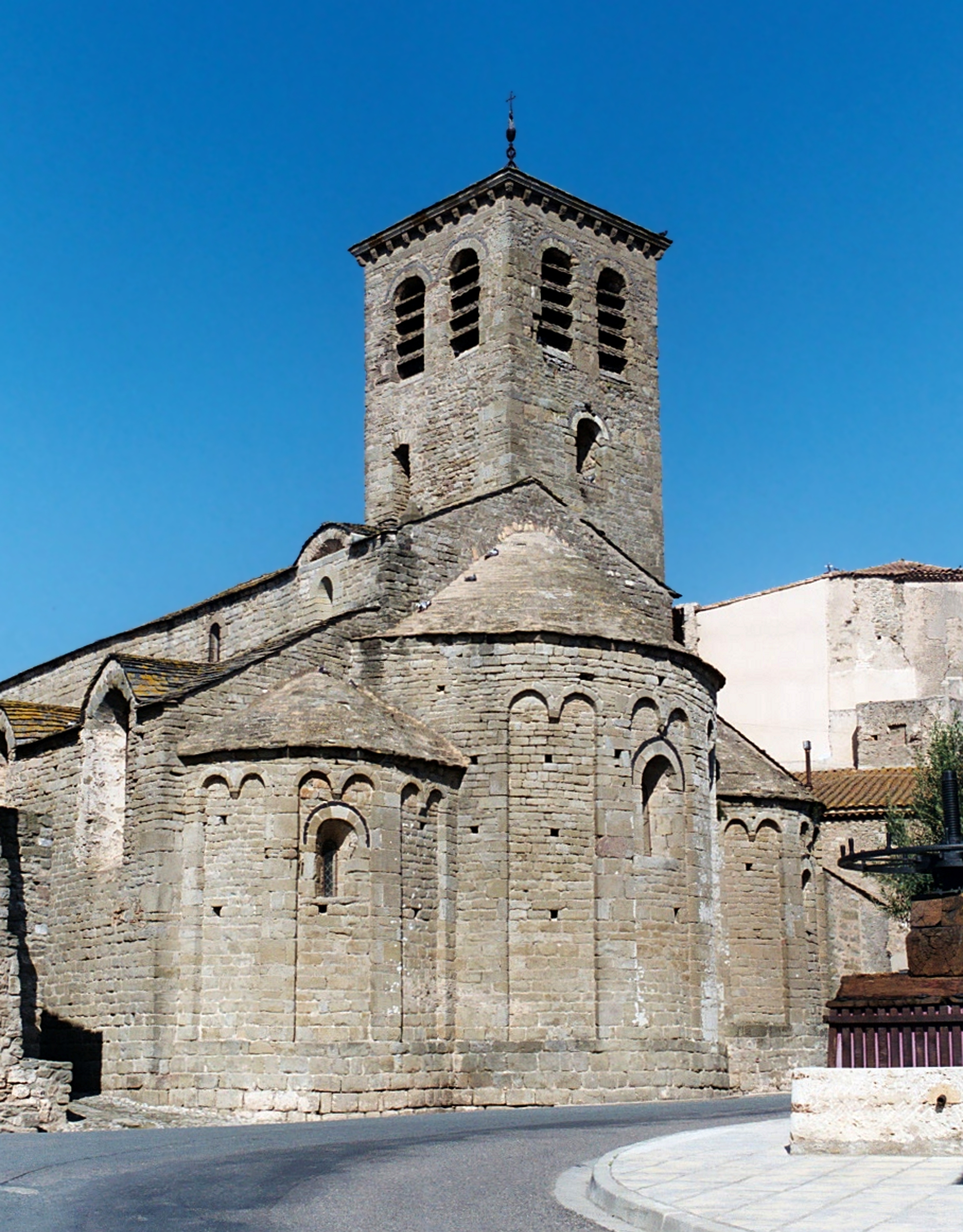
Église Saint-Martin d'Escales.

- Église romane Saint-Martin. L'édifice a été classé au titre des monuments historiques en 1913[32].
- Tour romane d'Escales.

### Personnalités liées à la commune
- Pierre Montlaur.
- Achille Mir : né à Escales le 30 novembre 1822, décédé à Carcassonne le 10 août 1901. Poète et écrivain occitan. Ancien instituteur à Aigues-Vives, il fut nommé directeur de l'école annexe de l’école normale. Il collabore à la rédaction du mensuel littéraire Les Muses du Midi. En 1869, il est nommé directeur comptable de la Trivalle et participe à la construction du barrage sur l'Aude, le Païchérou. Félibrige, il est l'auteur du "Sermon du curé de Cucugnan", "La cansou de la lauseto", "Lou lutrin de lader"[33].

### Héraldique
| Escales (Aude) | Son blasonnement est : D'azur au lion d'or armé et lampassé de gueules et à la bordure componnée d'argent et de gueules de vingt pièces qui est de Montredon, seigneur. |